# František Rosenbaum
František Rosenbaum (9. prosince 1827 Skryje – 18. ledna 1905 Rouchovany) byl rakouský politik české národnosti; poslanec Moravského zemského sněmu.

## Biografie
Narodil se ve Skryjích. Jeho otcem byl hospodář Jakob Rosenbaum. 10. června 1849 se František oženil v Příměticích. Působil jako obchodník ve Skryjích. Uvádí se též jako hostinský ve Skryjích. V závěru života je uváděn jako nájemce Nových Dvorů u Rouchovan. Od svých mladých let patřil mezi národní buditele ve svém regionu, byl členem mnoha spolků. Založil čtyři lihovary.
V 70. letech se zapojil i do vysoké politiky. V zemských volbách v září 1871 byl zvolen na Moravský zemský sněm, za kurii venkovských obcí, obvod Mor. Budějovice, Hrotovice, Náměšť. Mandát zde obhájil i v zemských volbách v prosinci 1871. Roku 1872 byl zbaven mandátu. V roce 1871 se uvádí jako oficiální kandidát Moravské národní strany, (staročeské).
Zemřel v lednu 1905. Bylo mu 77 let. Příčinou úmrtí byla mozková mrtvice. Zemřel náhle. Místem úmrtí byl dům čp. 145 v Rouchovanech.
Jeho synem byl brněnský a kroměřížský lékař Ferdinand Rosenbaum (1871–1927).
Rosenbaum byl bratr babičky herečky Vlasty Chramostové.